# Kirche Don Bosco (Graz)

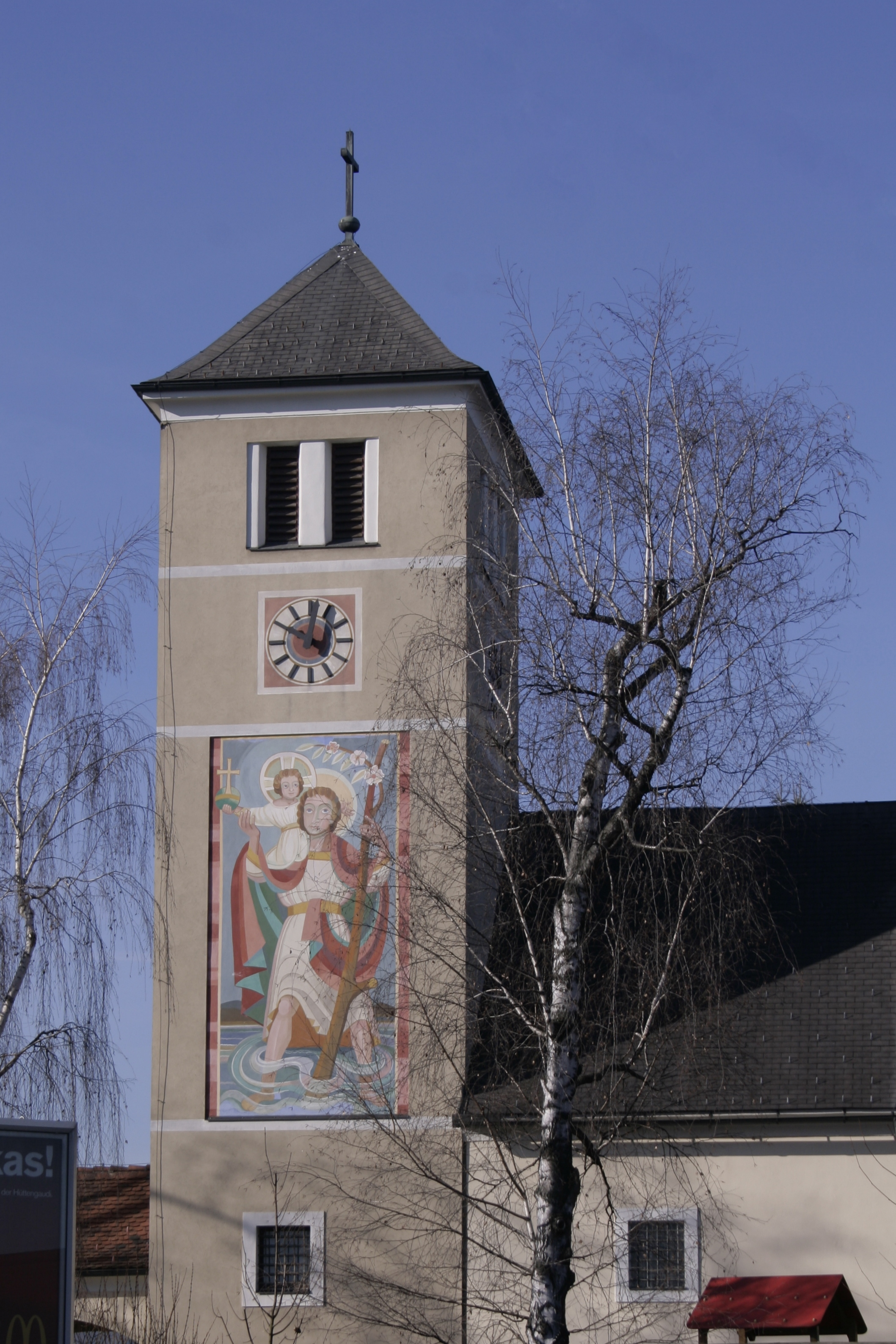
Außenansicht

Die Kirche Don Bosco ist eine katholische Pfarrkirche im fünften Grazer Gemeindebezirk Gries. Sie gehört zum Dekanat Graz-West der Stadtkirche Graz, und zur Niederlassung und dem Pfarrzentrum der Salesianer Don Boscos SDB.

## Geschichte und Gestaltung

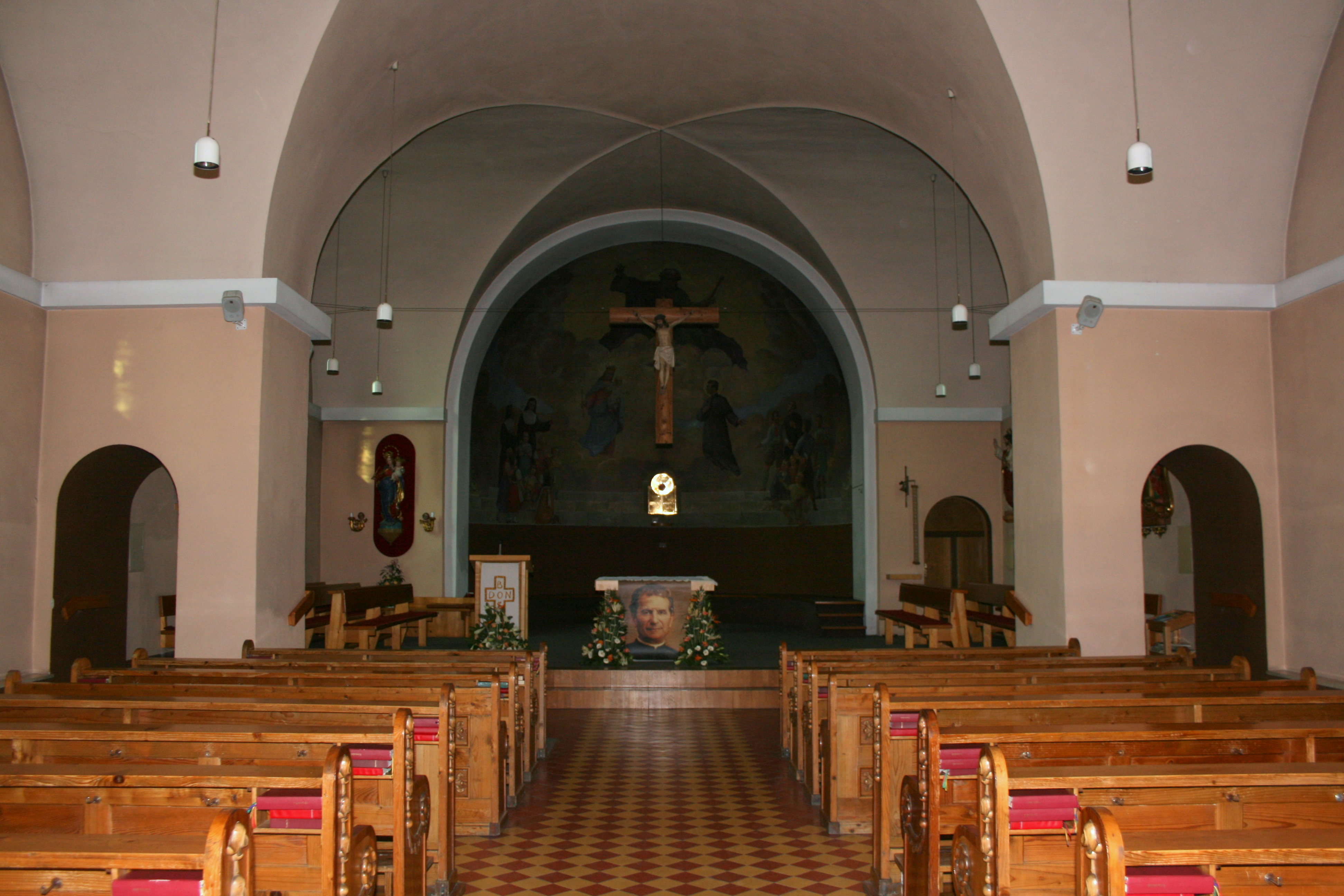
Innenansicht

An der Stelle der heutigen Kirche, befanden sich bis in die 1930er Jahre eine Mautstelle und ein Pulvermagazin. Von 1935 bis 1936 errichtete die Ordensgemeinschaft der Salesianer die Kirche und ihrem Pfarrzentrum. Die Jugendräume sowie Sport- und Spielflächen sind typische Repräsentanten für  die Jugendpastoral der Salesianer Don Boscos. 1936 wurde die Kirche zur Pfarre erhoben; die Führung von Matriken fällt in diese Zeit.
Der Pulverturm beim Lindenkreuz stammte aus dem 18. Jahrhundert. Der Kircheninnenraum ist schlicht gestaltet und entstand durch Umbaumaßnahmen am Vorgängerbau. Nach der Errichtung der Apsis, einer Empore für Chor und Orgel, entstand ein Hauptschiff mit Seitengängen. Außen wurden ein Turm und eine Vorhalle angebaut. Das Fresko der Apsis stellt die Gottesmutter Maria, das Jesuskind, Don Bosco und Gottvater mit zwei Engeln dar. Die Entwürfe stammen vom Künstler Ludwig von Kurz-Goldenstein.

## Bekannte Söhne und Töchter der Pfarre
- Johannes Fragner (* 1963), Abt der Abtei Seckau